# Гуанчи
Гуанчите са аборигенно население на Канарските острови. Първоначално „гуанчи“ се наричат само жителите на остров Тенерифе. Обитателите на Йеро са бимбапи (бимбаче), на Палма – аурити, на Лансароте - мао, на Фуертевентура - махорери.
Смята се, че са мигрирали към архипелага ок. 1000 г. пр.н.е. или преди това. Макар днес да се смята, че гуанчите не съществуват като отделен етнос, следи от културата им могат да се открият в обичаите и традициите на Канарите. Сред тях е силбо, езикът чрез подсвиркване на остров Гомера.
При идването на испанците в XIV – XV век островите са гъсто населени с около 100 000 души. Най-населен е Гран Канария, на който се смята, че живееят около 40 000 души. Пренаселеността води до детеубийства на този остров, както и на Палма, с цел регулиране на числеността на населението. Според сведенията на испанските хронисти местните били снажни високи до 2 метра широколики с подчертани очни орбити хора, но красиви. Населението е смесено – повечето са тъмнокожи, но има и руси и червенокожи със сини очи. В цивилизационното си развитие са в каменния век – не познават металите, основните им оръжия са каменните брадви и дървените копия. Научните изследвания върху намерените мумии в пещерите на островите показват, че древните са високи дългоглави кроманьонци, появили се тук преди около 30000 години. Намерени са на остров Феро множество гравирани символични йероглифи напомнящи древнокритската писменост по мегалитните пирамиди Гуимар, построени от гуанчите. Много интересен е езикът на гуанчите от остров Гомера, силбо. Местните могат да разговарят по между си чрез „свиркане“ на разстояние 14 км. И това не са някакви сигнали, а жив разговорен език. Гуанчите се обличат в червено-оранжеви кожи. Някои ги причисляват към изчезналата митологична подраса на мехтоидите, която в праисторически времена населявала северноафриканския Магреб, и откъдето според редица и спекулативни хипотези придошла уникалната цивилизация и култура на Древен Египет. Жителите на островите нямат никакво понятие от корабоплаване и очевидно били прекарали хилядолетия в пълна изолация, твърдо убедени, че са единствените хора на света. Но въпреки това те имат добре изградена обществена система с крал, аристокрация, простолюдие.
По сведенията от испански източници, гуанчите се прехранват със земеделие и скотовъдство и не познават металодобива. Делят се на племена. На Гран Канария живеят десет племена, обединени през втората половина на XIV век от прорицателката Андамана и нейния съпруг Гумидафе (Гуймидафе). Значително влияние има и върховният жрец – файкан.
Гуанчите отглеждат огромните пастирски кучета порода Кабардино.
По време на испанското завоевание (1402 – 96), водени от Бенехаро, оказват съпротива на нашествениците. В боевете наравно с мъжете се биели и жените. Една дълга трагична 80 годишна война на унищожение, през която армията на гуанчите намаляла от 14000 до 600 души. През следващите години, по-голяма част от гуанчите са претопени или отведени в робство. Останалите само около 2000 жени, старци и деца на островите постепенно се смесват с испанците, от които приемат християнството и губят езика си.